# Joachim Fischer Nielsen

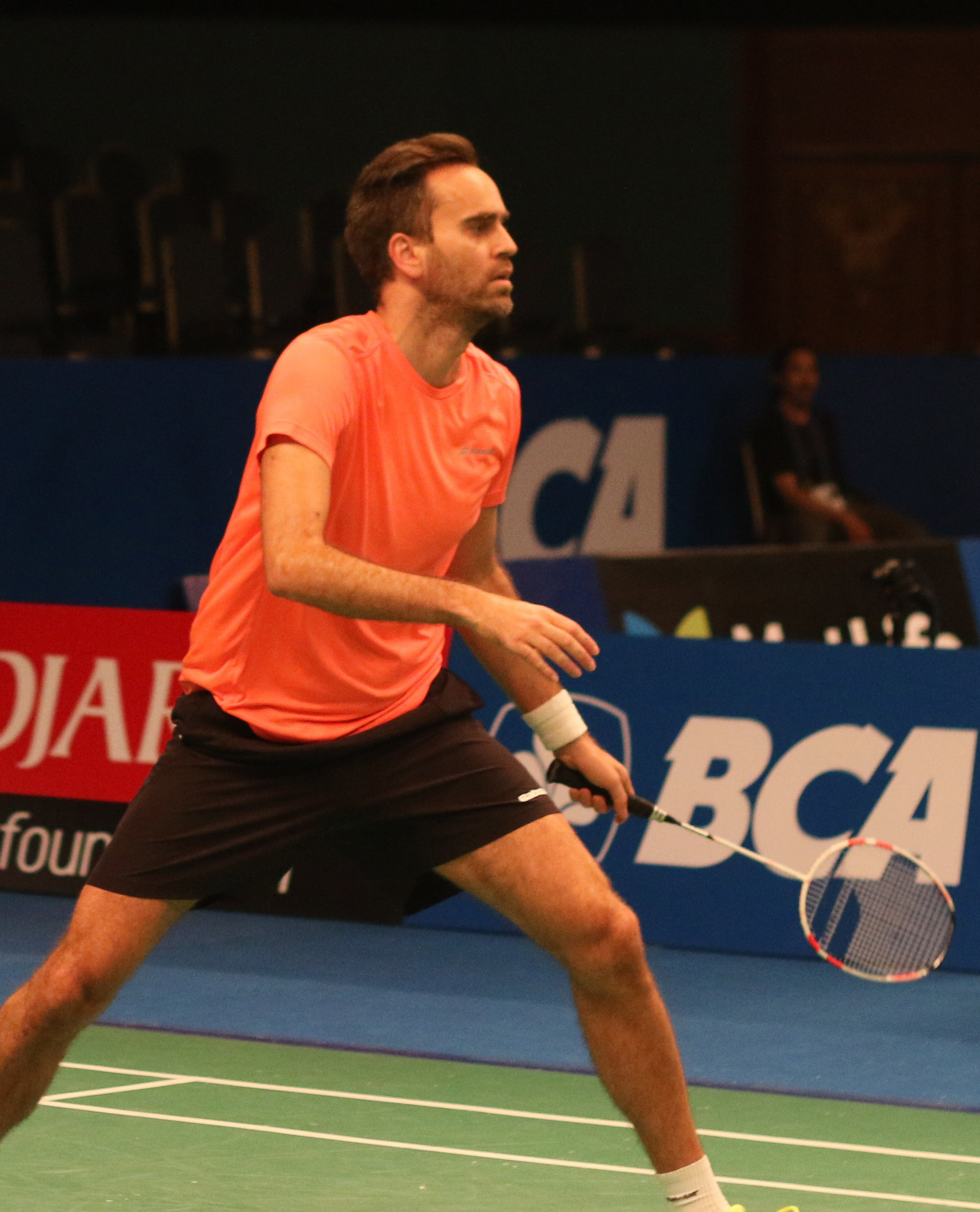
Joachim Fischer Nielsen

Joachim Fischer Nielsen, född den 23 november 1978 i Köpenhamn, Danmark, är en dansk badmintonspelare. Vid badmintonturneringen i mixeddubbel under OS 2012 i London deltog han för Danmark tillsammans med Christinna Pedersen och tog brons.